# Ukrainas folkomröstning om självständighet
Ukraina ordnade en folkomröstning om självständighet den 1 december 1991. Väljarna frågades om de godkände Ukrainas självständighetsdeklaration som Verchovna Rada redan hade utfärdat. Samtidigt hölls också presidentvalet och Leonid Kravtjuk valdes till president. En överlägsen majoritet var för ett självständigt Ukraina.

## Bakgrund
Det fanns tecken på Sovjetunionens kollaps redan i mars 1991. För att stoppa detta planerade den sovjetiska ledningen i Moskva en folkomröstning om reformer och en ny typ av union. Efter detta planerade Moskva att ta i bruk det nya unionsavtalet, vilket 81,7 procent av väljarna i Ukrainska SSR röstade för, dock med ett valdeltagande på 70 procent - lägst av alla de sovjetiska republiker som inte bojkottat folkomröstningen. Den misslyckade statskuppen i augusti 1991 fick ukrainarna att ändra sig angående självständigheten. Verchovna Rada presenterade den 24 augusti Ukrainas självständighetsförklaring.
Samma månad demonstrerade ukrainare framför kommunistpartiets kansli med blå-gula band. Detta var ett direkt sätt att sätta sig upp mot Sovjetunionen som försökt kväva alla typer av självständighetsrörelser. USA:s president George Bush den äldre var samma månad i Kiev, där han höll sitt kontroversiella Chicken Kiev-tal. I talet varnade Bush Ukraina för “självmordsnationalism” och uttryckte stöd för Gorbatjovs planer på en mer decentraliserad Sovjetunion. Ukrainare hade redan tidigare demonstrerat för självständigheten genom att forma en mänsklig kedja av en miljon människor från Kiev till Lviv i januari 1990.
Frågan vid folkomröstningen var följande: "Stödjer ni lagen om Ukrainas självständighetsdeklaration?" (ukrainska: Чи підтримуєте Ви Акт проголошення незалежності України? / Tji pidtrymujete Vy Akt proholosjennja nezalezjnosti?).

## Resultat och reaktioner
Av alla väljare var 90,32 procent för självständighet. Röstresultatet följde Ukrainas geografi så att självständigheten stöddes mest i västra delen av landet och minst på Krimhalvön, men även där var stödet över 50 procent. Bland de etniska ryssarna i Ukraina var stödet för självständigheten 55 procent.
Enligt Michail Gorbatjovs kommentar skulle självständigheten innebära katastrof. Kanada hade dock redan lovat att erkänna Ukrainas självständighet. Enligt USA:s Moskva-ambassadör var det osannolikt att USA skulle erkänna självständigheten. De första länderna som erkände självständigheten var:
| Datum      | Land      |
| ---------- | --------- |
| 2 december | Kanada    |
| 2 december | Polen     |
| 3 december | Ungern    |
| 4 december | Lettland  |
| 4 december | Litauen   |
| 5 december | Ryssland  |
| 5 december | Argentina |
| 5 december | Bulgarien |

Ukrainas självständighet gjorde det allt mer osannolikt för Sovjetunionen att kunna hålla samman. I december 1991 hade alla sovjetiska republiker förutom Ryssland och Kazakstan redan förklarat sig självständiga. Ukraina ville inte heller vara med i det nya unionsavtalet. Den 6 december tog Ukrainas högsta sovjet i bruk en ny krigsmannaed där man svär trohet till Ukraina i stället för till Sovjetunionen. Kravtjuk proklamerade sig som högsta befälhavare och förordnade att Ukrainas beväpnade styrkor skulle formas från de sovjetiska trupper som då fanns i Ukraina.